# 檞头蛇属
檞头蛇属（学名：Balanophis）是游蛇科下的一个属。

## 下属物种
本属包括以下物种：
- 檞头蛇 Balanophis ceylonensiѕ